# Landgut Burg

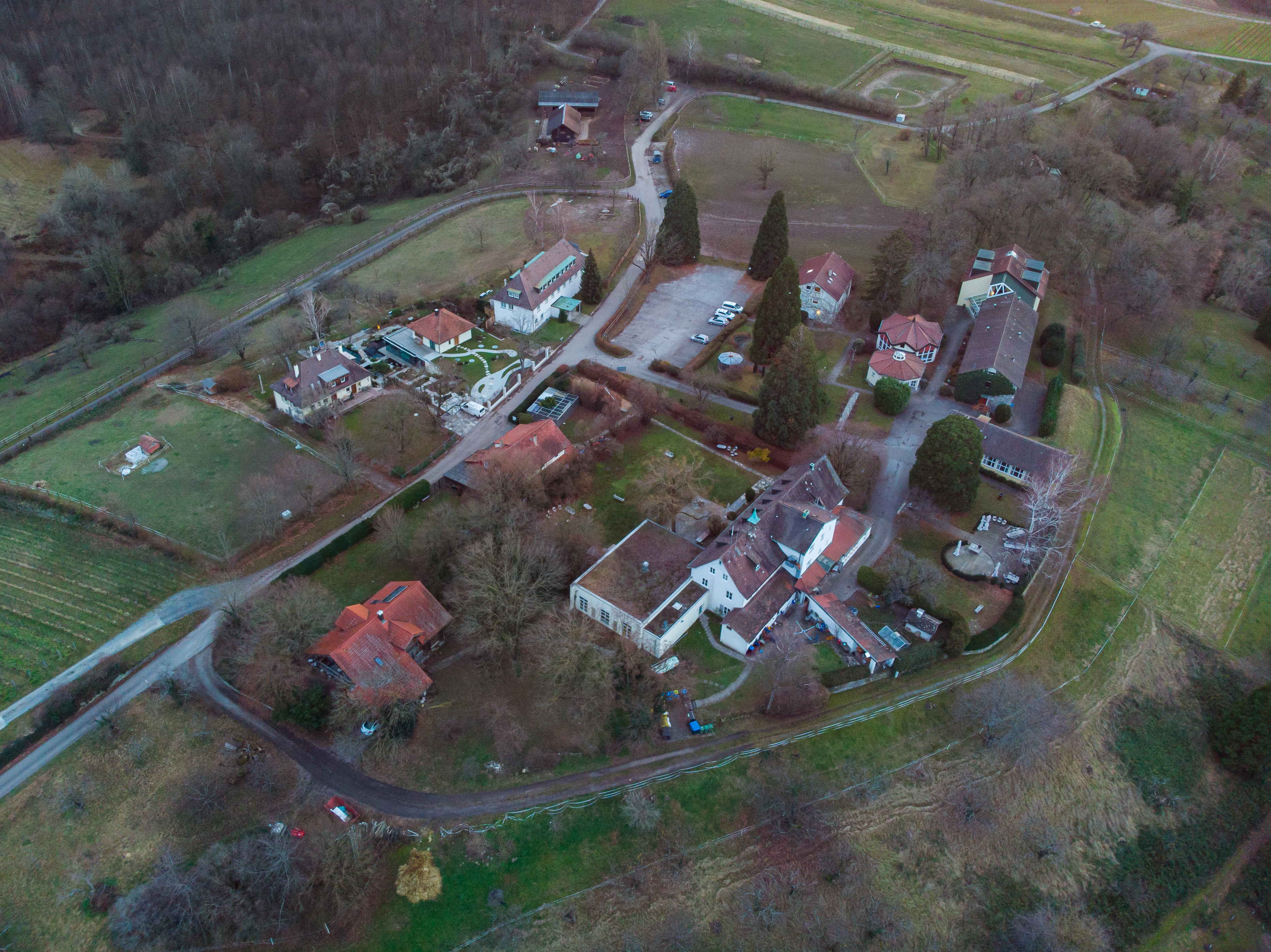
Luftbild des Wohnplatzes

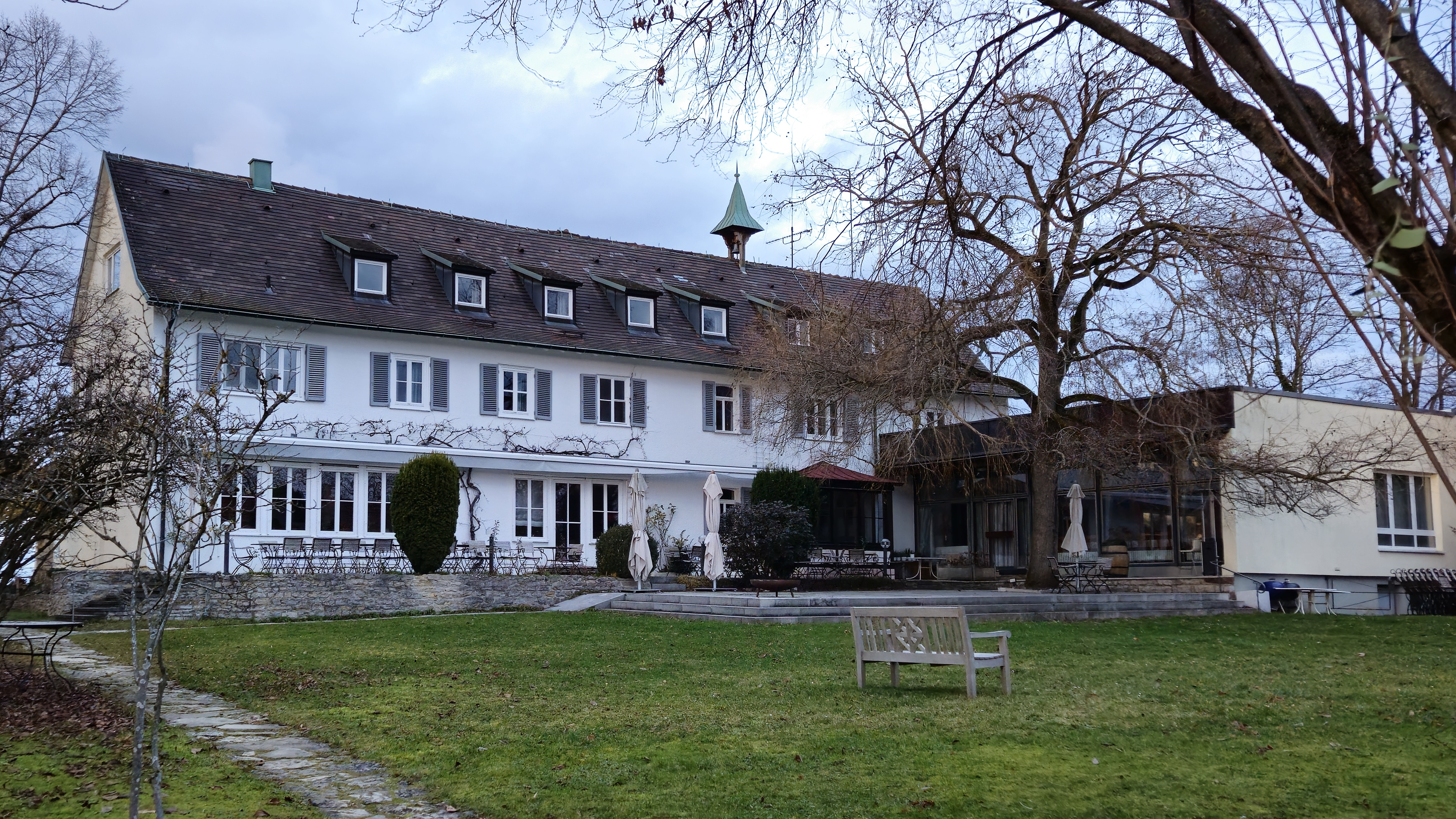
Hauptgebäude des Landguts

Das Landgut Burg ist ein Wohnplatz auf dem Rossberg bei Weinstadt-Beutelsbach.
Die Siedlung besteht aus einem Tagungs-Hotel und einem Restaurant. Nicht zu verwechseln mit der Burg Beutelsbach, welche sich auf dem gegenüber liegenden Kappelberg befindet.

## Geschichte
Der Beutelsbacher Lithograf Louis Bahnmüller baute sich 1878 ein festes Haus als Sommersitz auf dem Berg. Dieses wurde Villa Burg genannt.
1908 wurde das Anwesen von der Familie von Karl Georg Pfleiderer erworben. 1923 wurde die Villa erweitert und es wurde eine Zufahrtsstraße angelegt. Ab 1926 wurde das Haus ständig bewohnt.
1958 bis 1974 wurde das Landgut als Auslandscampus der Stanford University mit rund 80 amerikanischen Studenten pro Trimester genutzt. Unter anderen waren der Informatiker Vinton G. Cerf, der Historiker Richard M. Berthold und der Gründer von Windham Hill Records, William Ackerman zu ihrer Studienzeit auf dem Landgut zu Gast.